# Kaya (prénom)
Pour les articles homonymes, voir Kaya.
Cette page présente le prénom Kaya ainsi que ses variantes.
Kaya est un prénom mixte. Plus rarement, il peut également s'orthographier Kaia, Kaïa, Kahia ou Kya selon les origines en gardant la même prononciation.

## Occurrence
- Prénom peu usité aux États-Unis où son occurrence varie de quelques centaines par an[1].
- Prénom peu utilisé en France. Il a été donné pour la première fois à un garçon né le 21 novembre 1983 en France. Il est plus utilisé pour les filles que pour les garçons, mais sa fréquence reste de l'ordre de moins d'une dizaine, voire vingtaine par an[2].

## Sens et origine du prénom
- Kaya est un prénom masculin d'origine turque signifiant falaise ou masse rocheuse.
- Kaya, prénom féminin d'origine syriaque qui veut dire la belle.

## Personnalités portant ce prénom
- Kaia Gerber, mannequin.
- Kaya Peker, joueur turc de basket-ball.
- Kaya Yanar, un comédien et animateur de télévision allemand.
- Kaia Kanepi, une joueuse de tennis estonienne.
- Kaia Iva, une femme politique estonienne.
- Kaya Scodelario, une actrice britannique.

## Dans la fiction
- Kya, personnage du jeu Kya: Dark Lineage
- Kaya, personnage du jeu Brawlhalla